# Jerzener Straße
De Jerzener Straße (L243) is een 10,17 kilometer lange Landesstraße (lokale weg) in het district Imst in de Oostenrijkse deelstaat Tirol. De weg ligt in zijn geheel in het Pitztal en begint bij de Pitztalstraße (L16) middenin Arzl im Pitztal (880 m.ü.A.). Vandaar loopt de weg in zuidelijke richting hoog boven de oostelijke oever van de Pitze. Via Jerzens eindigt de Jerzener Straße weer bij de Pitztalstraße. Het beheer van de straat valt onder de Straßenmeisterei Imst.